# Ӱ
Вижте пояснителната страница за други значения на У.
Ӱ, ӱ е буква от кирилицата, използвана в марийския език (25-а буква), както и в алтайския, гагаузкия, коми-язванския, хантийския и хакаския език. Обозначава затворената предна закръглена гласна /y/, сходна с немския изговор на Ü („у умлаут“).

## Кодове
| Буква  | Уникод |
| ------ | ------ |
| Главна | U+04F0 |
| Малка  | U+04F1 |

Буквата отсъства от други кодировки. За сметка на това често като заместител се използва сходната ѝ латинска буква Ÿ, присъстваща в HTML като специален символ: &Yuml;.